# Poliakrylamid
Poliakrylamid (poliakryloamid, PAM, PAm, −[−CH
2CH(CONH
2)−]
n−) – polimer z grupy poliakrylanów otrzymywany przez polimeryzację akryloamidu.

## Mechanizm polimeryzacji
Polimeryzacja akrylamidu jest reakcją rodnikową. Może być inicjowana np. za pomocą jodu, nadsiarczanu lub mieszaniny nadsiarczanu i tiosiarczanu (S
2O2−
3).
W przypadku otrzymywania żeli poliakrylamidowych jako inicjator stosuje się nadsiarczan amonu w tandemie z TEMEDem, który przyspiesza tworzenie rodników. Nadsiarczan tworzy dwa rodzaje rodników efektywnie inicjujących polimeryzację:
S
2O2−
8 → 2SO•−
4
SO•−
4 + H
2O → HSO−
4 + OH•

Liniowy poliakrylamid jest substancją rozpuszczalną w wodzie. Aby uzyskać produkt w formie żelu, polimeryzację prowadzi się w obecności substancji sieciującej, którą jest bisakrylamid (N,N'-metylenobisakrylamid).

Monomery do otrzymywania usieciowanego poliakrylamidu
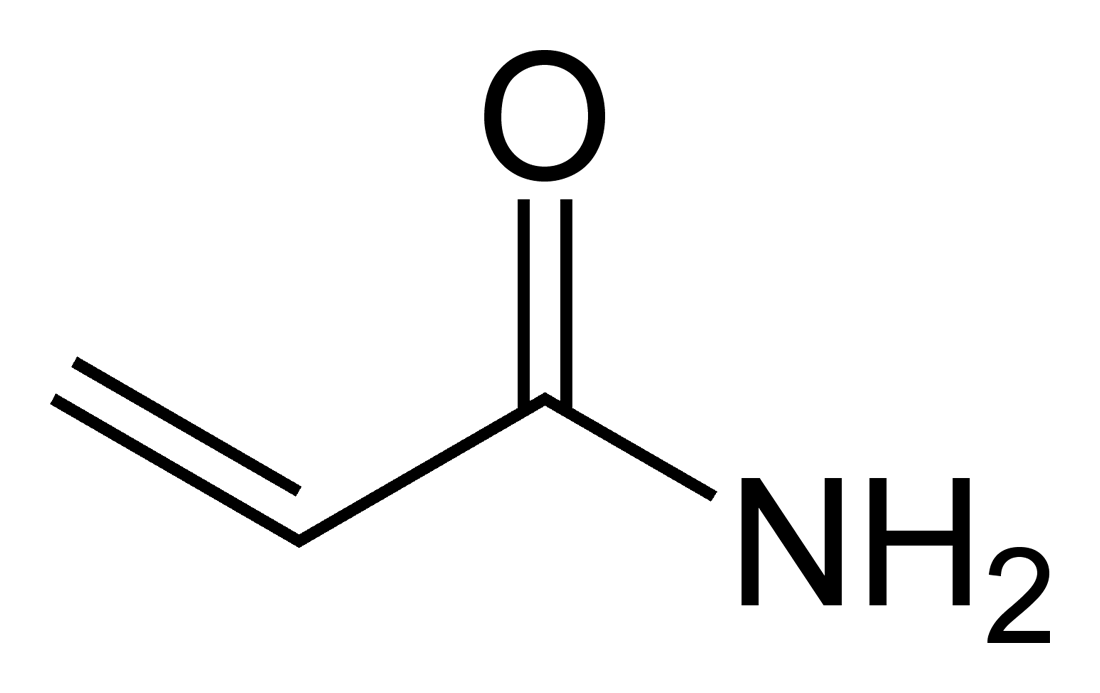
akrylamid
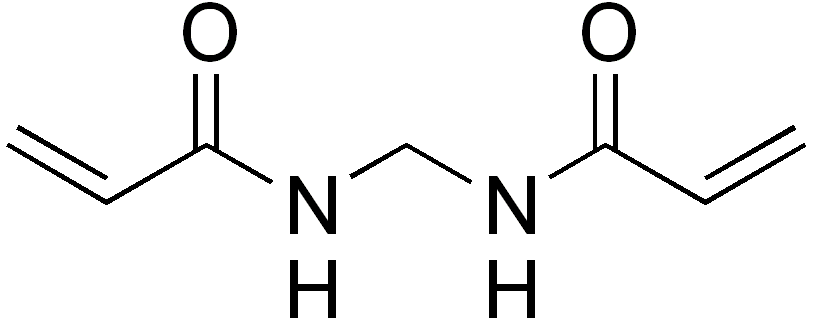
bisakrylamid

## Zastosowanie
Poliakrylamid jest używany w laboratoriach naukowych np. jako podłoże w elektroforezie w żelu poliakrylamidowym (ang. PolyAcrylamide Gel Electrophoresis; elektroforeza typu PAGE). Gdy reakcja ta jest przeprowadzana w wodzie, łatwo jest otrzymać stabilne hydrożele. 
Hydrożele z poliakrylamidu oprócz zastosowania w elektroforezie są także używane jako zagęstnik w przemyśle kosmetycznym oraz do produkcji okładów stosowanych przy leczeniu poparzeń.
Opracowane zostały też preparaty poliakrylamidowe do endoprotetyki miękkich tkanek ludzkich metodą iniekcji podskórnej, wykorzystywane np. do powiększania piersi lub pośladków. Takie stosowanie żeli poliakrylamidowych jest jednak zakazane w USA i Chinach, a od 2020 r. także w Polsce – ze względu na częste poważne powikłania.

## Zagrożenia
Wyjściowy monomer, akrylamid, jest silną neurotoksyną wchłanianą przez skórę. W związku z tym produkcja żeli poliakrylamidowych wymaga stosowania ścisłych zasad BHP. Właściwie wykonane żele poliakryloamidowe są bezpieczne w użyciu. 